# 67 Aquarii
66 Aquarii, som är stjärnans Flamsteed-beteckning, är en ensam stjärna belägen i den mellersta delen av stjärnbilden Vattumannen. Den har en skenbar magnitud på 6,40 och är mycket svagt synlig för blotta ögat där ljusföroreningar ej förekommer. Baserat på parallaxmätning inom Hipparcosuppdraget på ca 8,0 mas, beräknas den befinna sig på ett avstånd på ca 408 ljusår (ca 125 parsek) från solen. Den rör sig bort från solen med en heliocentrisk radialhastighet på ca 2 km/s. Stjärnans position nära ekliptikan innebär att den är föremål för ockultationer med månen.  
På det beräknade avståndet minskar stjärnans skenbara magnitud med 0,11 enheter genom en skymningsfaktor orsakad av interstellärt stoft.

## Egenskaper
67 Aquarii är en blå till vit stjärna i huvudserien av spektralklass B7.5 V. Den har en massa som är ca 2,5 gånger större än solens massa, en radie som är omkring dubbelt så stor som solens och utsänder från dess fotosfär ca 42 gånger mera energi än solen vid en effektiv temperatur av ca 10 300 K.
67 Aquarii en hög projicerad rotationshastighet på 205 km/s, att jämföra med den kritiska hastigheten för stjärnan, som är 377 km/s.